# Iglesia de la Santa Cruz (Múnich)
La Iglesia de la Santa Cruz (en alemán: Heilig-Kreuz-Kirche) es una iglesia católica en el distrito de Fröttmaning de Múnich (Alemania).  Actualmente es la iglesia más antigua que se conserva en la ciudad, ya que Fröttmaning ha sido parte de Múnich desde 1931. 

## Historia

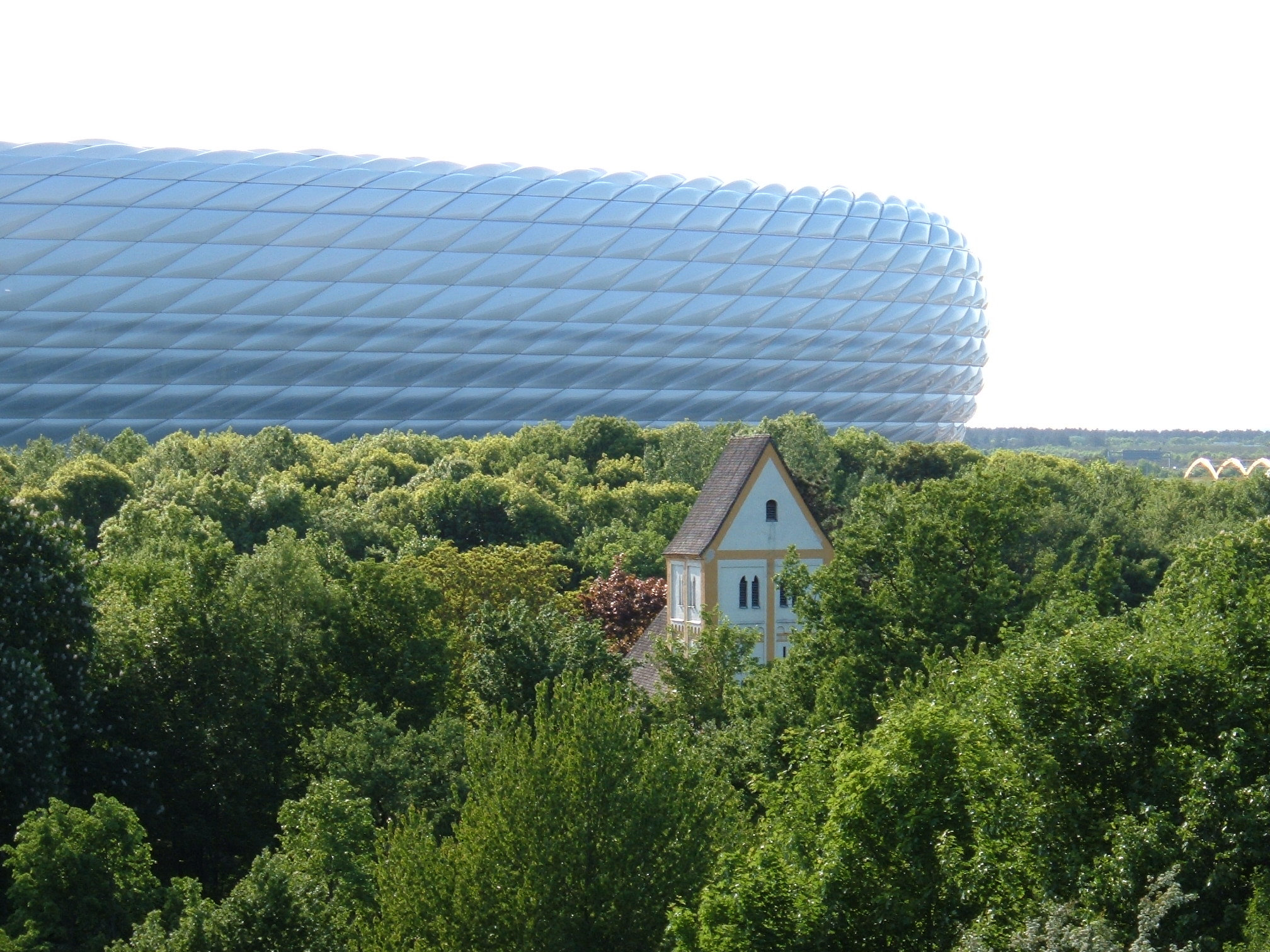
Iglesia de la Santa Cruz con el Allianz Arena

La historia de la iglesia comienza antes del 815, cuando el pueblo de Fröttmaning se menciona oficialmente por primera vez (ad Freddamaringun; in loco Freddimaringa).  El documento más antiguo del Archivo Estatal de Baviera es una escritura de donación en relación con la iglesia del año 815. El noble Situli de Fröttmaning ofreció entonces una iglesia de madera, junto con las tierras de cultivo, al obispado de Freising.  La iglesia  fue consagrada por el obispo Hitto de Frisinga.  El edificio románico actual con sus gruesos muros se construyó en su mayor parte a principios del siglo XIII.  La Iglesia de la Santa Cruz es una de las iglesias con campanario sobre el coro que era típico del Obispado de Freising en ese momento.  El chapitel románico con ventanas de arco redondo y friso tiene dieciocho metros de altura, la iglesia en sí tiene quince metros de largo y casi siete metros de ancho. La almena con sus aspilleras todavía es visible en la pared interior.  Particularmente raros y únicos en Alemania son los frescos románicos pintados directamente sobre los ladrillos rojos del interior con pintura de cal, que se descubrieron en 1981 durante unas modificaciones y luego se expusieron parcialmente.  Los círculos pintados alrededor de un árbol de la vida simbolizan el sol.  Una de las pinturas murales es la representación más antigua de Cristo en Baviera. El resto de la iglesia es predominantemente del período barroco.  El fresco del techo pintado por los alumnos de los hermanos Asam alrededor de 1740, muestra la adoración de la Santa Cruz.

## Pueblo hundido

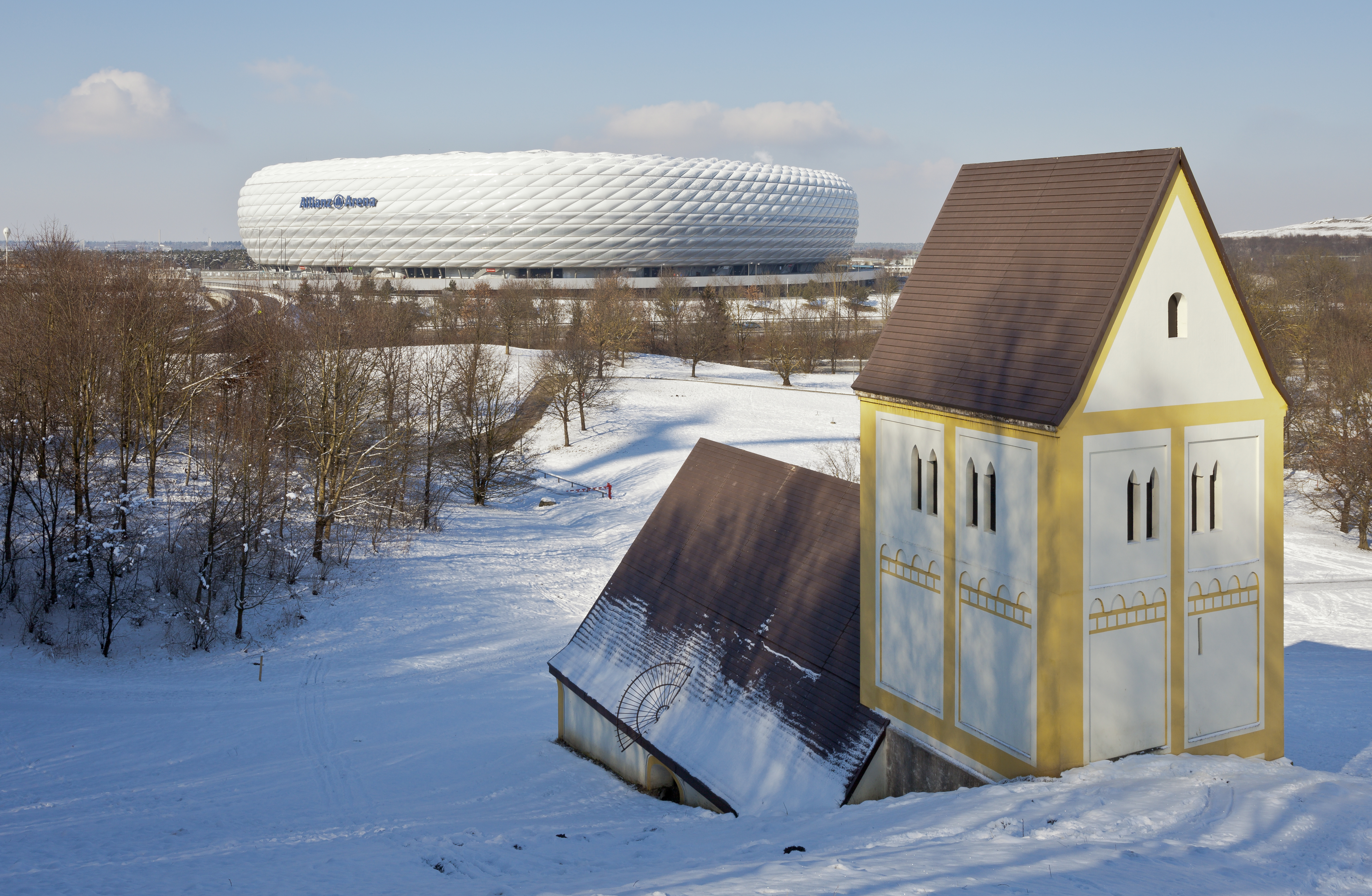
„Pueblo hundido“

Con la construcción del cercano Allianz Arena, se inició un concurso internacional para una obra de arte que ganó Timm Ulrichs.  Creó una copia de la iglesia, ya que la montaña de escombros de Fröttmaning se había incluido en la zona del concurso.  La atención se centra en la desaparición de la antigua aldea de Fröttmaning.  Aproximadamente a 150 metros al sur de la Iglesia de la Santa Cruz, en 2006, creó, a tamaño original, un doble de la iglesia románica sin rastro de piezas de hormigón prefabricadas pintadas.  La obra de arte surrealista-melancólico "pueblo hundido" al pie de la montaña de escombros de Fröttmaning está dispuesta de tal manera que el edificio parece medio enterrado en la montaña. 